# Comité d'action pour les États-Unis d'Europe
 (octobre 2024).
La mise en forme du texte ne suit pas les recommandations de Wikipédia : il faut le « wikifier ».
Les points d'amélioration suivants sont les cas les plus fréquents. Le détail des points à revoir est peut-être précisé sur la page de discussion.
- Les titres sont pré-formatés par le logiciel. Ils ne sont ni en capitales, ni en gras.
- Le texte ne doit pas être écrit en capitales (les noms de famille non plus), ni en gras, ni en italique, ni en « petit »…
- Le gras n'est utilisé que pour surligner le titre de l'article dans l'introduction, une seule fois.
- L'italique est rarement utilisé : mots en langue étrangère, titres d'œuvres, noms de bateaux, etc.
- Les citations ne sont pas en italique mais en corps de texte normal. Elles sont entourées par des guillemets français : « et ».
- Les listes à puces sont à éviter, des paragraphes rédigés étant largement préférés. Les tableaux sont à réserver à la présentation de données structurées (résultats, etc.).
- Les appels de note de bas de page (petits chiffres en exposant, introduits par l'outil «  Source ») sont à placer entre la fin de phrase et le point final[comme ça].
- Les liens internes (vers d'autres articles de Wikipédia) sont à choisir avec parcimonie. Créez des liens vers des articles approfondissant le sujet. Les termes génériques sans rapport avec le sujet sont à éviter, ainsi que les répétitions de liens vers un même terme.
- Les liens externes sont à placer uniquement dans une section « Liens externes », à la fin de l'article. Ces liens sont à choisir avec parcimonie suivant les règles définies. Si un lien sert de source à l'article, son insertion dans le texte est à faire par les notes de bas de page.
- La présentation des références doit suivre les conventions bibliographiques. Il est recommandé d'utiliser les modèles {{Ouvrage}}, {{Chapitre}}, {{Article}}, {{Lien web}} et/ou {{Bibliographie}}. Le mode d'édition visuel peut mettre en forme automatiquement les références.
- Insérer une infobox (cadre d'informations à droite) n'est pas obligatoire pour parachever la mise en page.

Pour une aide détaillée, merci de consulter Aide:Wikification.
Si vous pensez que ces points ont été résolus, vous pouvez retirer ce bandeau et améliorer la mise en forme d'un autre article.

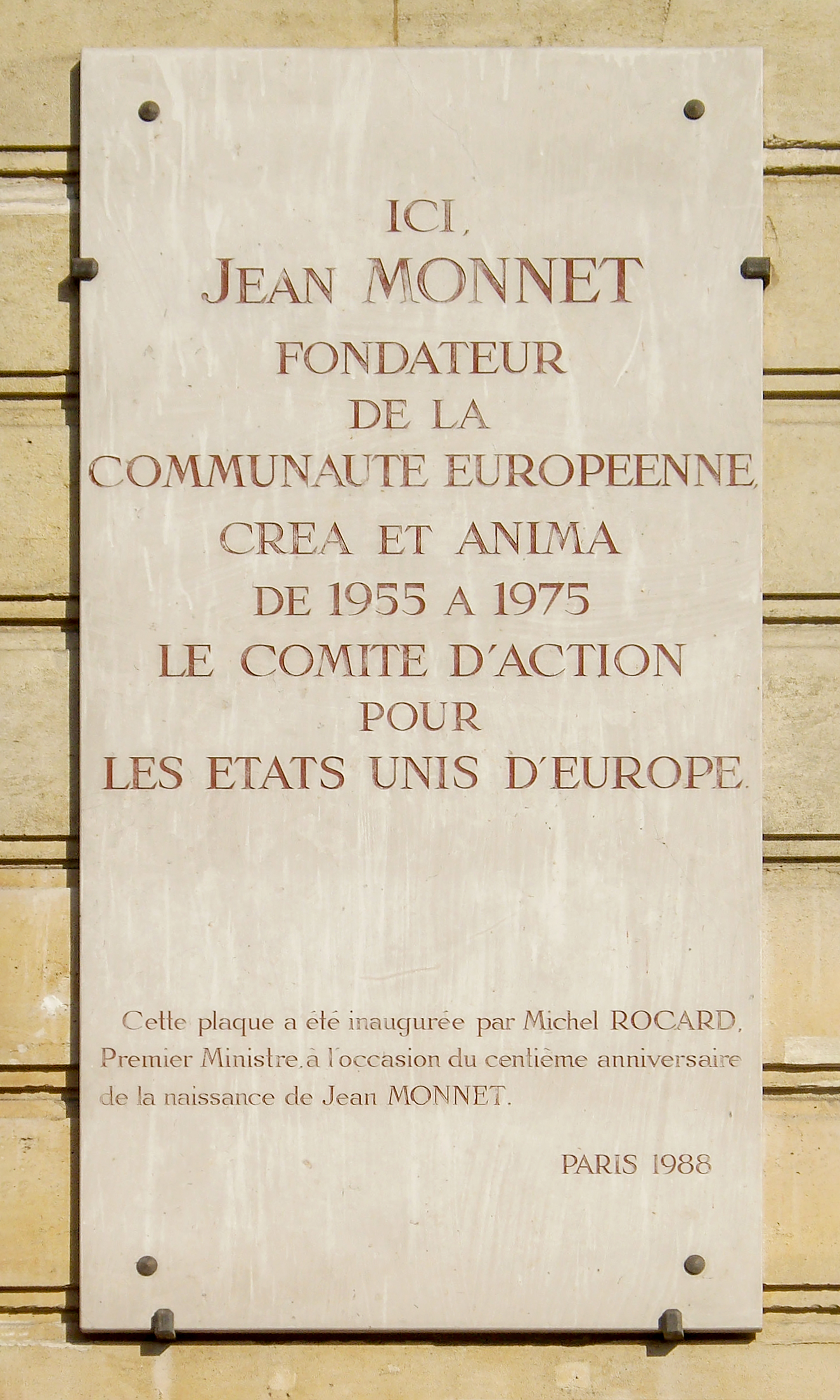
Plaque au 83, avenue Foch à Paris, ancien secrétariat du Comité d'action

Le Comité d'action pour les États-Unis d'Europe, familièrement appelé le Comité Monnet, était une initiative collective dirigée par Jean Monnet de 1955 à 1975 qui visait à accélérer l'intégration européenne par le biais d'un dialogue informel entre les principaux dirigeants politiques et syndicaux. Il s'agissait d'une initiative de la société civile qui se situait en dehors de tout processus formel d'élaboration de politiques, mais qui impliquait la participation directe d'organisations qui exerçaient collectivement un pouvoir de décision écrasant dans leur champ d'action géographique, à savoir les pays participants de la Communauté européenne du charbon et de l'acier et, à partir de 1958, des Communautés européennes.

## Nom
L'expression « comité d'action » était en vogue dans les années 1950 et avait déjà été utilisée dans le cadre du plaidoyer en faveur de l'intégration européenne, notamment par le Mouvement européen qui, de 1952 à 1960, disposait d'un organe nommé successivement Comité d'action pour une Assemblée constituante européenne, Comité d'Action pour la Communauté supranationale européenne, puis simplement Comité d'action. Cela indiquait bien l'ambition de Monnet de voir sa nouvelle initiative davantage axée sur les résultats que sur le débat d'idées.
La référence aux États-Unis d'Europe, n'indiquait pas alors de finalité institutionnelle spécifique. C'était à la fois une référence à Victor Hugo, qui l'avait utilisée en 1849 dans son discours historique au Congrès international de la paix, et un reflet de l'orientation généralement pro-américaine de la France au milieu des années 1950.

## Histoire
Après un accident vasculaire cérébral début juin 1954 et le rejet français de la Communauté européenne de défense fin août, Monnet se sent limité dans son action en tant que président de la Haute Autorité de la Communauté européenne du charbon et de l'acier (CECA) à Luxembourg. Il annonce donc sa démission en novembre 1954 et réfléchit activement à d’autres moyens de faire avancer la cause européenne. Alors que les États membres débattent de la nécessité de demander à Monnet de rester pour un nouveau mandat, celui-ci progresse dans sa réflexion et les premières indications de ce qui allait devenir le Comité d'action apparaissent dans une note confidentielle datée du le 4 janvier 1955.
Finalement, lors de la conférence de Messine du 1er au 3 juin 1955, il est décidé de nommer René Mayer à la présidence de la Haute Autorité de la CECA. À la mi-juin, Monnet revient donc du Luxembourg pour s'installer dans sa maison de Houjarray près de Paris. Il donne alors immédiatement une interview au grand quotidien français Le Monde, dans lequel il fait allusion à son nouveau projet : « Pour persuader les gouvernements (dont les représentants se sont réunis à Messine) de faire les choix qu'ils ont jusqu'ici retardés, et de proposer à leurs parlements respectifs les institutions fédérales indispensables, il est nécessaire et urgent que les partis politiques, les syndicats et tous ceux qui sont en faveur de l'unité européenne s'organisent pour faire prévaloir leurs convictions dans l'opinion publique et auprès des gouvernements. En ce qui me concerne, je ferai bien entendu tout ce qui est en mon pouvoir pour que ces résultats se produisent sans délai. »
Monnet passa les mois de juin et juillet 1955 à établir des contacts dans les six pays de la CECA, laissant de côté seulement les communistes (qui à l'époque étaient résolument opposés à l'intégration européenne), les gaullistes français et les représentants des employeurs, qui étaient généralement mécontents de l'establishment de la CECA et souhaitaient continuer à protéger les marchés nationaux. Il commence à recueillir des confirmations d'engagement à partir de la mi-juillet et, fin septembre, il a atteint son objectif d'assurer la participation de tous les socialistes, sociaux-démocrates, chrétiens-démocrates et syndicalistes ayant vocation à s'engager au sein du comité. Il complète ensuite le groupe avec l'arrivée notamment des libéraux.
Le 12 octobre 1955, Monnet diffuse un communiqué de presse, sous embargo jusqu'au lendemain midi, dans lequel figurent les noms des 33 premiers participants du Comité d'action et de leurs organisations respectives. Le communiqué de presse reproduit le texte de la lettre que Monnet leur a adressée, qui détaille la composition et l'ambition du comité : « Les personnalités qui participeront à la création de ce Comité demanderont chacune à leurs organisations d'y adhérer. [...] Le Comité assurera l'action unifiée des organisations membres afin d'arriver par des réalisations concrètes aux États-Unis d'Europe. [...] La simple coopération entre gouvernements ne suffira pas. Il est indispensable que les États délèguent certains de leurs pouvoirs à des institutions fédérales européennes mandataires des pays participants pris dans leur ensemble. » Comme prévu, les médias contrôlés par les communistes réagissent avec hostilité, tout comme les journaux contrôlés par les milieux patronaux tels que Frankfurter Allgemeine Zeitung allemand. En revanche, la réaction de la plupart des médias grand public est optimiste et positive.
Le Comité d’action était la réponse de Monnet au défi de faire avancer le projet d’intégration européenne face à la résistance nationaliste, à l’inertie politique et aux intérêts particuliers. Il a réuni des dirigeants de partis politiques et de syndicats européens dans un format inclusif favorisant des discussions franches et l’émergence de positions consensuelles ensuite rendues publiques. Monnet entendait ainsi obliger les participants à respecter le plan d’action convenu collectivement. La première réunion devait initialement avoir lieu en novembre 1955, mais elle fut reportée et se tint à Paris le 18 janvier 1956
Dans les années 1960, le Comité d'action a promu un certain nombre de projets, notamment la création d'un district fédéral européen (sans succès), l'adhésion du Royaume-Uni aux Communautés européennes et le concept de Monnet de « partenariat » entre l'Europe et les États-Unis sur une pied d'égalité. En 1968, l'adhésion au Comité d'action fut ouverte aux participants britanniques.
Dans les années 1970, Monnet (né en 1888) commençait à sentir les effets de l'âge. À la fin de l'année 1974, la formalisation des réunions régulières du Conseil européen, préconisée par le Comité d'action,  est finalement actée sous la présidence de Valéry Giscard d'Estaing, et le principe de l'élection du Parlement Européen au suffrage est également acquis. Ces évolutions rendent moins important, dans l'esprit d'un Jean Monnet vieillissant, le rôle du comité d'action. Dans le même temps, celui-ci devenait moins pertinent à mesure que s’érodait progressivement le rôle des syndicats dans la société et la vie publique européennes. Les efforts déployés par certains membres et employés du Comité d’action pour identifier une personnalité qui pourrait succéder de manière crédible à Monnet à la présidence du Comité d’action ayant échoué, Jean Monnet met fin lui-même à l'activité du Comité d'action en démissionnant de celui-ci le 9 mai 1975, exactement 25 ans après la Déclaration Schuman qu'il avait directement inspirée et contribué à rédiger.

## Opérations
Dès son retour du Luxembourg en juin 1955, Monnet avait installé son bureau personnel dans un appartement prêté par son beau-frère Alessandro de Bondini au 83, avenue Foch à Paris. Outre Monnet lui-même, le personnel permanent comprenait Max Kohnstamm, vice-président, et Jacques Van Helmont, secrétaire général (sauf de 1958 à 1962), :698dans des postes non rémunérés. Richard Mayne et François Duchêne comptèrent parmi les employés permanents rémunérés, rejoints au cours des années suivantes par Pascal Fontaine. Trois assistantes se joignent entre 1956 et 1958 au comité :  Christiane Mazerand, Doris Zingg et Françoise Schonfeld. Le comité d'action peut aussi compter sur l'aide du vaste réseau d'amis et de protégés de Monnet, tels que François Fontaine (le père de Pascal), Étienne Hirsch, Émile Noël et, de manière moins régulière, Guido Carli, Antoine Chastenet, Bernard Clappier, Paul Delouvrier, Michel Gaudet, Jean Guyot, Robert Marjolin, Robert Toulemon, Robert Triffin, et Pierre Uri .  : 70 
Bien que son bureau fût géré avec parcimonie, le financement du Comité d’action était une préoccupation constante. Le chercheur suisse Henri Rieben le facilita en créant en juin 1957 une entité à but non lucratif à Lausanne, la Société de gestion administrative du Comité d'Action pour les États-Unis d'Europe.  : 697 Un comité pour les questions juridiques, administratives et financières, présidé par le dirigeant syndical allemand Ludwig Rosenberg, aida à la mobilisation des financements nécessaires au comité à partir du principe selon lequel la contribution globale des partis politiques participants devrait égaler celle des syndicats, les contributions individuelles au sein de chaque groupe étant déterminées au cas par cas.  En décembre 1956, ce comité et Monnet décidèrent de créer un groupe de réflexion interne, initialement baptisé bureau d'études et plus tard centre de documentation, qui, à partir du début de 1958, était dirigé par François Duchêne. Cette externalisation partielle des travaux de recherche permit de lever des fonds extérieurs aux pays européens participants, fonds que Monnet s'était engagé auprès de ses interlocuteurs allemands à ne pas utiliser pour l'activité principale du Comité d'action lui-même. Parmi ces aides, on compte notamment deux prêts de la Fondation Ford en 1959-1961. Monnet finança également le Comité d'action par des prêts personnels, grâce notamment à la vente en 1962 de sa société de cognac éponyme, dont il n'était n'était cependant que l'un des nombreux actionnaires familiaux.
Afin de faciliter l'émergence d'un consensus, aucun procès-verbal n'a été conservé des réunions du Comité d'action elles-mêmes ; le seul texte produit était celui de la déclaration finale, rendue publique, sanctionnant chaque réunion. À plusieurs reprises, ces déclarations furent ensuite soumise aux parlements nationaux pour approbation formelle, une procédure sans précédent pour ce qui est d'une organisation émanant de la société civile. La déclaration de la première réunion du Comité d'action en janvier 1956 fut ainsi formellement approuvée par les législatures de cinq des six pays de la CECA, à l'exception de l'Italie.

## Évaluation
Du fait de sa nature même, l’impact de l'action du Comité d’action est difficile à évaluer. En effet, il s’agissait d'influencer et catalyser des décisions collectives formulées et adoptées dans d'autres enceintes. Les appréciations diffèrent largement en fonction des observateurs et du rôle qu'ils jouaient. Par exemple, dans la période cruciale du début de son activité, entre la conférence de Messine de juin 1955 et les traités Euratom et de Rome du 25 mars 1957, le négociateur français Robert Marjolin jugea son rôle « nul », alors que le négociateur néerlandais Ernst van der Beugel et son collègue Johannes Linthorst Homan le jugeaient « énorme ». Après le retour au pouvoir de Charles de Gaulle en France en mai 1958, le Comité d'action s'orienta vers un rôle plus défensif, visant à préserver l'héritage des institutions européennes déjà établies plutôt qu'à en créer de nouvelles.

## Réunions
Le Comité d'action a tenu trois réunions en 1956, sa première année d'activité, et au moins une réunion au cours de la plupart des années suivantes. La 18e et dernière se tient en 1973.  : 71 La plupart des réunions, eurent lieu à Paris, comme l'indique la liste incomplète ci-dessous.
- 1ère réunion à Paris, le 18 janvier 1956[11]
- 2e réunion à Amsterdam, le 25 juillet 1956[12]
- 3e réunion à Paris, 19-20 septembre 1956[13]
- 4e réunion à Paris, 6-7 mai 1957[14]
- 8e réunion à Paris, 11-12 juillet 1960[15]
- 12e réunion à Berlin-Ouest, 8-9 mai 1965[1]
- 13e réunion à Bruxelles, 15-16 juin 1967 [9]
- 16e réunion à Bonn, 15-16 décembre 1969[16]
- 18e réunion à Bruxelles, printemps 1973[17] :124

## Membres
Le Comité d'action a débuté avec 33 membres représentant leurs organisations respectives, comme indiqué dans le communiqué de presse de Jean Monnet du 13 octobre 1955
20 dirigeants de partis politiques :
- Martin Blank du Parti libéral-démocrate allemand
- Sieuwert Bruins Slot (nl) du Parti antirévolutionnaire néerlandais
- Jaap Burger du Parti travailliste néerlandais
- Max Buset du Parti Socialiste Belge
- Maurice Destenay du Parti libéral belge
- Alexander Elbrächter du Parti allemand
- Amintore Fanfani de la Démocratie Chrétienne Italienne
- Maurice Faure du Parti radical de gauche français
- Jean Fohrmann du Parti ouvrier socialiste luxembourgeois
- Pierre Garet des Républicains Indépendants Français
- Kurt Georg Kiesinger de l' Union chrétienne-démocrate d'Allemagne
- Ugo La Malfa du Parti républicain italien
- Robert Lecourt du Mouvement républicain populaire français
- Théo Lefèvre du Parti chrétien-social belge
- Nicolas Margue du Parti populaire chrétien-social du Luxembourg
- Gianmatteo Matteotti du Parti socialiste démocrate italien
- Guy Mollet de la Section française de l'Internationale ouvrière
- Erich Ollenhauer du Parti social-démocrate d'Allemagne
- René Pleven de l' Union Démocratique et Socialiste de la Résistance Française
- Carl Romme du Parti populaire catholique néerlandais

13 dirigeants syndicaux :
- J. Albers du mouvement ouvrier néerlandais
- Robert Bothereau, membre de la Force Ouvrière Française
- Maurice Bouladoux de la Confédération française des travailleurs chrétiens
- August Cool (nl) de la Confédération belge des syndicats chrétiens
- Walter Freitag de la Confédération allemande des syndicats
- Cees Hazenbosch (nl) de la Fédération nationale chrétienne des syndicats néerlandais
- Heinrich Imig de la Fédération allemande des mineurs
- Henk Oosterhuis de la Confédération néerlandaise des syndicats
- Antoine Krier du Syndicat des travailleurs luxembourgeois
- Giulio Pastore de la Confédération italienne des syndicats
- André Renard de la Fédération Générale du Travail de Belgique
- Heinrich Sträter (de) de l' IG Metall allemand
- Italo Viglianesi du Syndicat italien des travailleurs

Parmi les membres ultérieurs figuraient Edmond Leburton et Leo Tindemans de Belgique ; Gaston Defferre, Valéry Giscard d'Estaing, Pierre Pflimlin et Antoine Pinay de France ; Rainer Barzel, Willy Brandt, Walter Scheel, Helmut Schmidt et Herbert Wehner d'Allemagne ; Arnaldo Forlani, Giovanni Malagodi, Aldo Moro, Pietro Nenni, Flaminio Piccoli, Mariano Rumor et Giuseppe Saragat d'Italie ; Pierre Werner du Luxembourg ; Barend Biesheuvel et Joop den Uyl des Pays-Bas ; et Alec Douglas-Home, Edward Heath et Roy Jenkins du Royaume-Uni. Au total, plus de 130 dirigeants ont été membres du Comité d’action.  : 70 

## Remarques
1. 1 2 3 4 5 6 7 8 9 10 11  Maria Grazia Melchionni « Le Comité d'Action pour les États-Unis d'Europe : un réseau au service de l'Union européenne » (1999)  (lire en ligne)
— « (ibid.) », dans Jean Monnet, L’Europe et les chemins de la paix, Paris, Éditions de la Sorbonne, p. 221–251
2. ↑  Pascal Fontaine, Le Comité d'action pour les Etats-Unis d'Europe de Jean Monnet, Lausanne, Centre de recherches européennes, 1974
3. ↑  « ME.30.02 Comité d'action : Documents from [1952] to [1960] », European University Institute, European Movement Archive
4. ↑  « Congrès de la Paix 1849 », Wikisource
5. ↑  André Fontaine, « M. Jean Monnet déclare que la création des États-Unis d'Europe peut seule stabiliser les rapports Est-Ouest », Le Monde,‎ 16 juin 1955 (lire en ligne)
6. 1 2  Jean Monnet, « Press release on the creation of the Action Committee for a United States of Europe », CVCE.eu, 13 octobre 1955
7. ↑  « Le rôle du Comité d'action pour les États-Unis d'Europe », CVCE.eu
8. ↑  « Le Comité d'action pour les États-Unis d'Europe se prononce pour des relations d'égalité entre l'Europe et les États-Unis », Le Monde, 3 juin 1964
9. 1 2 3 4 5 6  Pascal Fontaine, Jean Monnet : Actualité d'un bâtisseur de l'Europe unie, Lausanne, Fondation Jean Monnet pour l'Europe, 2013
10. 1 2  Éric Roussel, Jean Monnet, Paris, Fayard, 1996
11. ↑  « Réunion du Comité d'action pour les États-Unis d'Europe (Paris, 18 janvier 1956) », CVCE.eu, 18 décembre 2020
12. ↑  « MK-3 Activités du Comité d'action dans le cadre de l'élaboration des traités CEE et Euratom : Documents from [05/1956] to [07/1956] », European University Institute, Max Kohnstamm Archive
13. ↑  « MK-4 Conférence intergouvernementale (CIG) pour le Marché commun et l'Euratom : Documents from [08/1956] to [11/1956] », European University Institute, Max Kohnstamm Archive
14. ↑  « MK-12 Préparation de la mise en place des institutions de la CEE et d'Euratom: question du siège et ratification des traités : Documents from [01/1957] to [12/1957] », European University Institute, Max Kohnstamm Archive
15. ↑  « MK-17 Accélération de la mise en oeuvre du traité CEE et programme commun Euratom/Etats-Unis : Documents from [01/1960] to [08/1960] », European University Institute, Max Kohnstamm Archive
16. ↑  « MK-48 Comité d'action et politiques communautaires, notamment plan Mansholt : Documents from [01/1969] to [12/1969] », European University Institute, Max Kohnstamm Archive
17. ↑  Richard Mayne « Gray Eminence » (1991) 
— « (ibid.) », dans Jean Monnet: The Path to European Unity, St. Martin’s Press